# Discografia di Foxy Brown
La discografia di Foxy Brown, rapper statunitense, comprende tre album in studio, un mixtape e 23 singoli, di cui sette in collaborazione con altri artisti.

## Album

### Album in studio
| Anno | Titolo | Posizione massima | Posizione massima | Posizione massima | Posizione massima | Posizione massima | Posizione massima | Posizione massima | Certificazioni                          |
| Anno | Titolo | US                | CAN               | FRA               | GER               | NLD               | SWI               | UK                | Certificazioni                          |
| ---- | --- | ----------------- | ----------------- | ----------------- | ----------------- | ----------------- | ----------------- | ----------------- | --------------------------------------- |
| 1996 | Ill Na Na - Pubblicato: 19 novembre 1996 - Etichetta: Def Jam Recordings - Formati: CD, LP, musicassetta, download digitale    | 7                 | —                 | —                 | 27                | 80                | —                 | 98                | - USA: Platino - CAN: Oro - UK: Argento |
| 1999 | Chyna Doll - Pubblicato: 19 novembre 1999 - Etichetta: Def Jam Recordings - Formati: CD, LP, musicassetta, download digitale   | 1                 | 6                 | 35                | 7                 | 42                | —                 | 51                | - USA: Platino                          |
| 2001 | Broken Silence - Pubblicato: 17 luglio 2001 - Etichetta: Def Jam Recordings - Formati: CD, LP, musicassetta, download digitale | 5                 | —                 | 58                | 26                | 77                | 15                | 93                | - USA: Oro                              |

### Mixtape
| Anno | Titolo | Posizione massima |
| Anno | Titolo | US                |
| ---- | --- | ----------------- |
| 2008 | Brooklyn's Don Diva - Pubblicato: 13 maggio 2008 - Etichetta: Koch Records, Black Rose - Formati: CD, download digitale | 83                |

## Singoli

### Come artista principale
| 1996                                                                                          | Get Me Home (feat. Blackstreet)     | 42  | 44 | —  | 15 | —  | 11 | Ill Na Na           |
| 1997                                                                                          | I'll Be (feat. Jay-Z)               | 7   | —  | 48 | 33 | —  | 9  | Ill Na Na           |
| 1997                                                                                          | Big Bad Mamma (feat. Dre Hill)      | 53  | —  | 30 | 41 | 23 | 12 | Ill Na Na           |
| 1998                                                                                          | Hot Spot                            | 91  | —  | —  | 54 | —  | 31 | Chyna Doll          |
| 1999                                                                                          | I Can't (feat. Total)               | —   | —  | —  | —  | —  | —  | Chyna Doll          |
| 1999                                                                                          | J.O.B. (feat. Mýa)                  | —   | —  | —  | —  | —  | —  | Chyna Doll          |
| 2001                                                                                          | B.K. Anthem                         | —   | —  | —  | —  | —  | —  | Broken Silence      |
| 2001                                                                                          | Oh Yeah (feat. Spragga Benz)        | —   | 69 | 68 | 42 | 19 | 27 | Broken Silence      |
| 2001                                                                                          | Candy (feat. Kelis)                 | 124 | —  | —  | —  | —  | —  | Broken Silence      |
| 2002                                                                                          | Stylin'                             | —   | —  | —  | —  | —  | —  | N.D.                |
| 2003                                                                                          | I Need a Man (feat. The Letter M.)  | —   | —  | —  | —  | —  | —  | N.D.                |
| 2003                                                                                          | Magnetic (feat. Pharrell Williams)  | —   | —  | —  | —  | —  | —  | N.D.                |
| 2005                                                                                          | Come Fly with Me (feat. Sizzla)     | —   | —  | —  | —  | —  | —  | N.D.                |
| 2007                                                                                          | We Don't Surrender (feat. Grafh)    | —   | —  | —  | —  | —  | —  | Brooklyn's Don Diva |
| 2007                                                                                          | When the Lights Go Out (feat. Kira) | —   | —  | —  | —  | —  | —  | Brooklyn's Don Diva |
| 2008                                                                                          | Star City                           | —   | —  | —  | —  | —  | —  | Brooklyn's Don Diva |
| "—" indica che l'opera non si è classificata o che non è stata pubblicata in quel territorio. |                                     |     |    |    |    |    |    |                     |

### Come artista ospite
| 1996                                                                                          | Touch Me, Tease Me (Case feat. Foxy Brown e Mary J. Blige)                                            | 14 | —  | 26 | Case                      |
| 1996                                                                                          | Ain't No Nigga (Jay-Z feat. Foxy Brown)                                                               | 50 | —  | 31 | Reasonable Doubt          |
| 1997                                                                                          | (Always Be My) Sunshine (Jay-Z feat. Foxy Brown e Babyface)                                           | 95 | 18 | 25 | In My Lifetime, Vol. 1    |
| 2002                                                                                          | And We (Sean Combs feat. Black Rob, Big Azz Ko, Kain Cioffie, G. Dep, Foxy Brown, Craig Mack e The M) | —  | —  | —  | Barbershop                |
| 2003                                                                                          | Too Much for Me (DJ Kayslay feat. Foxy Brown, Nas, Amerie e Baby)                                     | —  | —  | —  | The Streetsweeper, Vol. 1 |
| 2004                                                                                          | More or Less (Shyne feat. Foxy Brown)                                                                 | —  | —  | —  | Godfather Buried Alive    |
| 2005                                                                                          | U Already Know (112 feat. Foxy Brown)                                                                 | —  | —  | —  | Pleasure & Pain           |
| 2018                                                                                          | Coco Chanel (Nicki Minaj feat. Foxy Brown)                                                            | —  | —  | —  | Queen (Nicki Minaj)       |
| "—" indica che l'opera non si è classificata o che non è stata pubblicata in quel territorio. | |    |    |    |                           |